# Jeff Merkley
Jeffrey Alan Merkley (Myrtle Creek, Estados Unidos, 24 de octubre de 1956) es un político estadounidense. Desde 2009 representa al estado de Oregón en el como senador junior en el Senado de ese país. Está afiliado al Partido Demócrata.  Antes de su elección al Senado, Merkley fue miembro por cinco períodos de la Cámara de Representantes de Oregón que representaba el distrito 47 del estado, en el condado central de Multnomah, en el lado este de Portland. De 2007 a 2009 fue Presidente de la Cámara de Representantes de Oregon. Merkley derrotó al titular republicano de dos períodos Gordon Smith en 2008 y fue reelegido en 2014, derrotando a la nominada republicana Monica Wehby. Ha sido una voz progresista líder en el Senado y fue el único senador de EE. UU. Que respaldó a Bernie Sanders en las primarias presidenciales demócratas de 2016. Fue considerado un candidato potencial para presidente en 2020, pero eligió postularse para la reelección al Senado.  